# ممرض مخدر
ممرض مخدر أو أخصائي تمريض التخدير (بالإنجليزية: Nurse anesthetist)‏ هو ممرض ممارس متقدم قانوني يتولى موضوع التخدير في الإجراءات الجراحية أو الإجراءات الطبية الأخرى. يشارك ممرضو التخدير في معظم البلدان في إدارة التخدير مع مستويات مختلفة من الصلاحيات. عام 2002، أفاد مسح عام أن هناك 107 دولة يمارس ممرضو التخدير فيها التخدير، وتسع دول يساعدون في إدارة التخدير.

## دولياً
يوجد حاليًا 107 دول حيث يمارس ممرضو التخدير وتسع دول حيث يساعد الممرضون في إدارة التخدير.
في عام 1989، تم تأسيس الاتحاد الدولي لأطباء التخدير. لقد طوروا معايير التعليم والممارسة ومدونة للأخلاقيات. يشارك مندوبون من 35 دولة عضو في المؤتمر العالمي كل بضع سنوات.